# Ontario
L'Ontario è una delle tredici province del Canada, la più popolosa del paese (circa un terzo dei canadesi vive in Ontario). In questa provincia si trovano sia la più grande città del Canada, Toronto, che Ottawa, la capitale. È anche la seconda provincia in termini di superficie, subito dopo il Québec. La regione meridionale dell'Ontario è il punto più meridionale di tutto il Canada.  La sua parte nord-orientale è inclusa nella regione territoriale detta del Canada francese. Nell'agosto 2006 risiedevano in Ontario 12 792 619 abitanti, che rappresentavano circa il 37,9% del totale della popolazione canadese, sparsi su una superficie di 1076395 km².
La principale fonte di reddito è l'industria. Il valore della produzione industriale dell'Ontario è maggiore della somma del valore totale di quella di tutte le altre province e territori del Canada. La forza della sua industria manifatturiera le ha fatto guadagnare il nome di Cuore industriale del Canada. La provincia si distingue per la sua forte industria automobilistica. Altre importanti fonti di entrate sono il turismo e i servizi finanziari e immobiliari. L'Ontario fu originariamente colonizzato dai francesi, diventando parte della colonia del Canada, una delle province coloniali della Nuova Francia, che successivamente incluse la parte meridionale delle attuali province canadesi dell'Ontario e del Québec.
Nel 1763, il Regno Unito annesse il Canada. In tre decenni la regione sud-ovest divenne a maggioranza anglofona, motivo per cui il Regno Unito decise di dividere la colonia in due nel 1791. Entrambe le colonie si riunirono nuovamente nel 1840 nell'unica provincia del Canada. Con la creazione della Confederazione canadese, il 1º luglio 1867, la provincia del Canada venne definitivamente separata in due, nelle attuali province dell'Ontario e del Québec. Inizialmente provincia prevalentemente rurale ed agraria, l'Ontario divenne un importante centro industriale nei primi anni del XX secolo, assumendo il ruolo di principale centro economico del paese a partire dagli anni 1960.

## Etimologia
L'origine del suo nome deriva dal Lago Ontario, nome dato dagli Uroni che significa "acque luminose".

## Geografia fisica

### Territorio

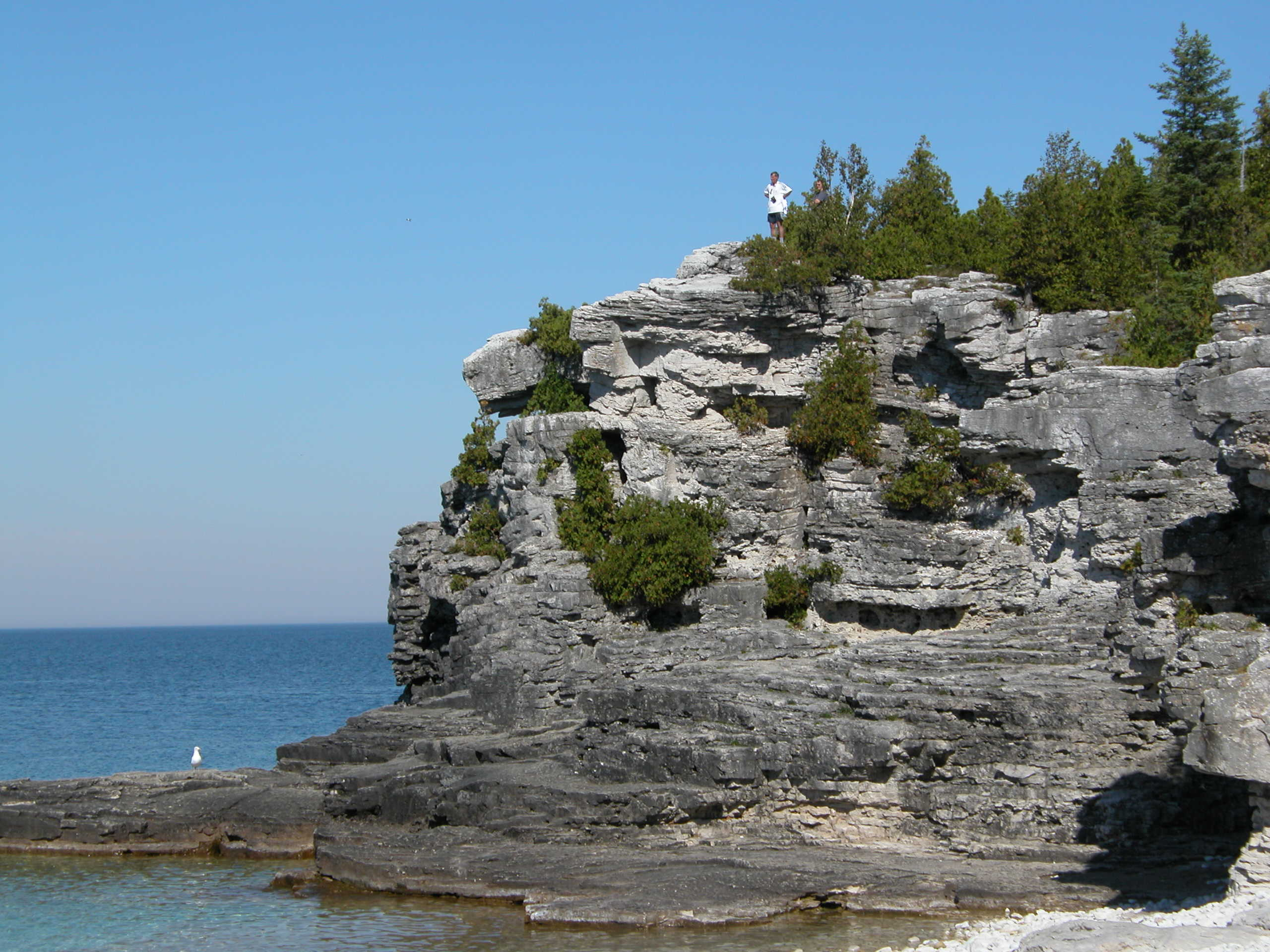
Il Niagara Escarpment sulla Penisola di Bruce.

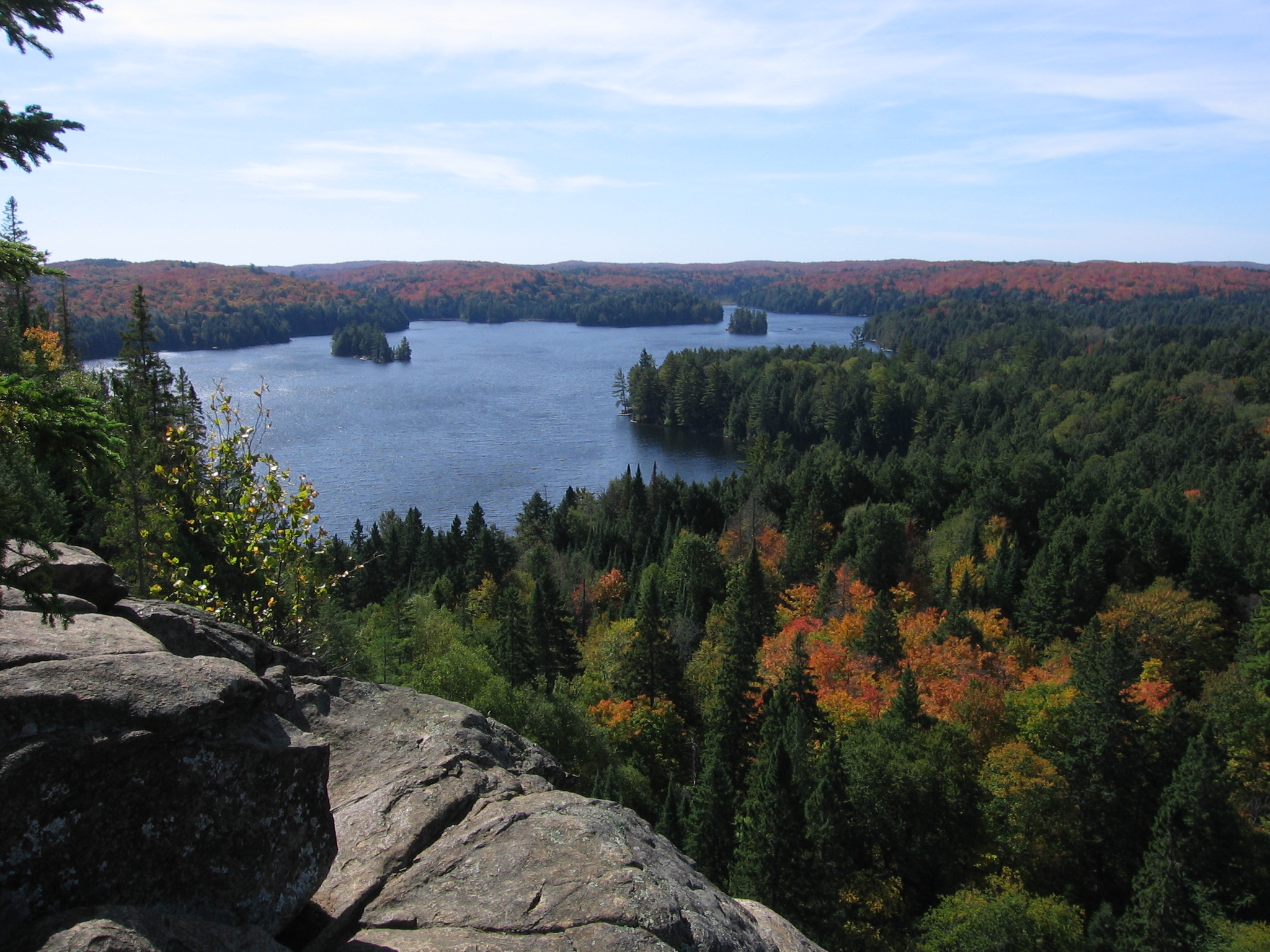
Parco provinciale di Algonquin, Lago Cache nell'autunno del 2006.

L'Ontario confina ad Est con il Québec, ad Ovest con il Manitoba, ed a Sud con gli stati statunitensi del Minnesota, Michigan, Ohio, Pennsylvania e New York a nord con la Baia di Hudson.
La maggior parte della frontiera americana, in particolare, si trova a ridosso dei quattro laghi limitrofi, il Lago Superiore, il Lago Huron, il Lago Erie e il Lago Ontario, che dà il nome alla provincia.
La provincia è costituito da tre principali regioni geografiche:
- Lo Scudo canadese, scarsamente popolato, nelle porzioni nord-occidentale e centrale, che comprende più della metà della superficie della provincia. Anche se questa zona per lo più non supporta l'agricoltura, è ricco di minerali e in parte coperto da foreste Midwest canadese scudo centrale e, costellato di laghi e fiumi. Nord Ontario è suddivisa in due sub-regioni: Northwestern Ontario e Northeastern Ontario.
- La pianura della Baia di Hudson nell'estremo nord e nord-est, soprattutto paludosa e scarsamente ricoperta da foreste.
- L'Ontario meridionale che è ulteriormente suddiviso in quattro regioni; Ontario centrale (anche se in realtà non centro geografico della provincia), Eastern Ontario, Golden Horseshoe e Southwestern Ontario.

La maggiore metropoli, nonché capitale provinciale, è Toronto, posta all'estremità occidentale del lago Ontario. La capitale federale, Ottawa, è situata invece all'estremo est della provincia, sull'omonimo fiume che divide l'Ontario dal Québec in quella zona.
L'Ontario è diviso in tre zone principali: la prima, l'Ontario centro-occidentale, una regione ricca di minerali ma sostanzialmente priva di laghi e fiumi; la seconda, a Nord-Est, lungo la Baia di Hudson; ed infine la terza, a Sud-Est, dei Grandi Laghi e del fiume Saint-Laurent, di gran lunga la più popolosa, ove circa il 90% degli abitanti dell'Ontario vivono, che è la più climaticamente temperata.

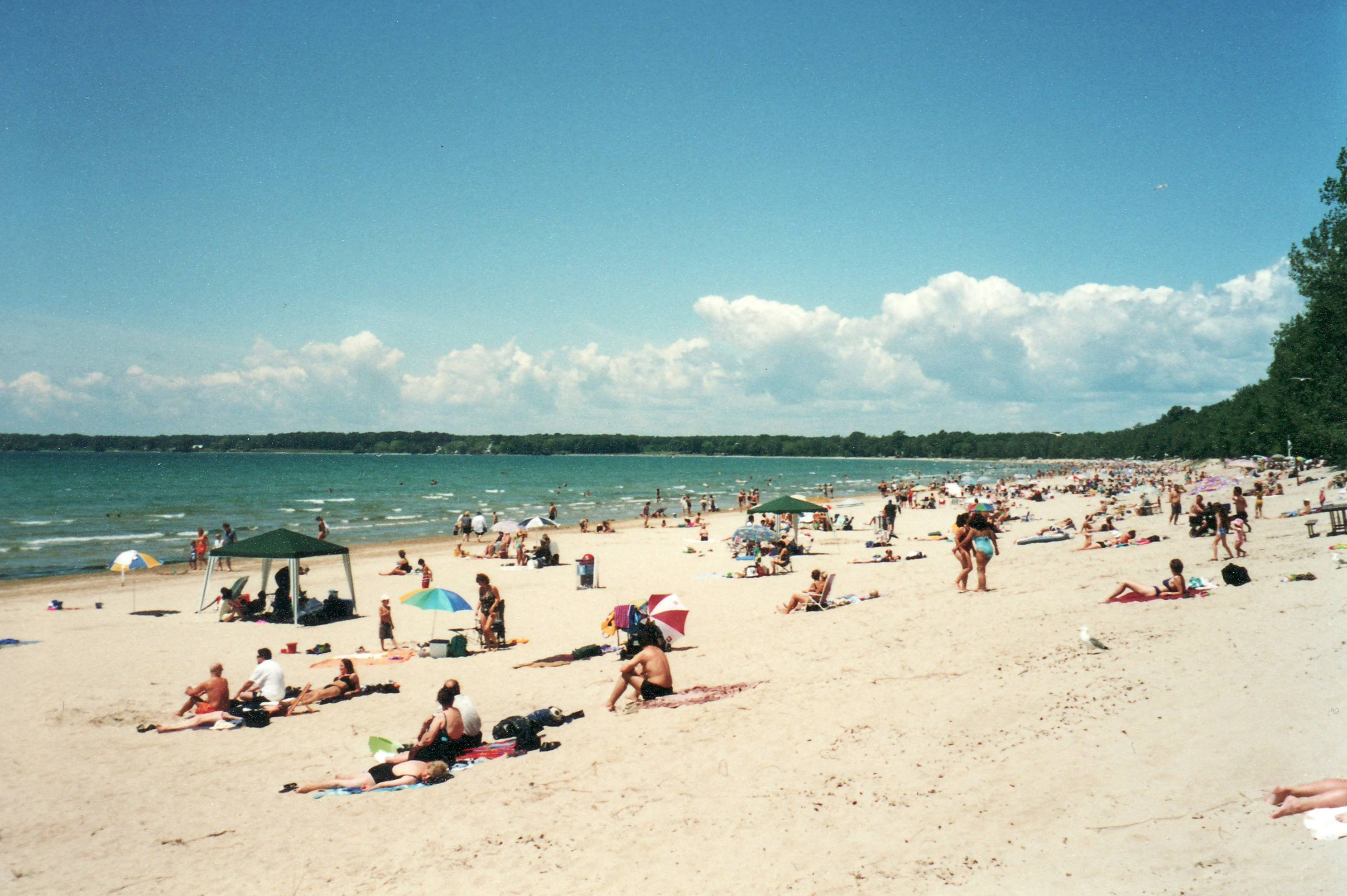
Estate al Sandbanks Provincial Park sul lago Ontario

### Clima

Il clima dell'Ontario secondo la classificazione di Koppen

Il clima dell'Ontario varia in base alla stagione e al luogo.Tre fonti d'aria lo influenzano: aria fredda, secca e artica del nord (fattore dominante durante i mesi invernali e per una parte più lunga dell'anno nell'estremo nord dell'Ontario); aria polare del Pacifico che attraversa le praterie canadesi occidentali/pianure settentrionali degli Stati Uniti; e aria calda e umida dal Golfo del Messico e dall'Oceano Atlantico. Gli effetti di queste grandi masse d'aria sulla temperatura e sulle precipitazioni dipendono principalmente dalla latitudine, dalla vicinanza ai principali corpi idrici e, in piccola misura, dal rilievo del terreno. In generale, la maggior parte del clima dell'Ontario è classificato come continentale umido.
L'Ontario ha quattro principali regioni climatiche:
I Grandi Laghi circostanti influenzano notevolmente la regione climatica dell'Ontario meridionale. Durante l'autunno e l'inverno, il rilascio di calore immagazzinato dai laghi mitiga il clima vicino alle sponde.Ciò conferisce a parti dell'Ontario meridionale inverni più miti rispetto alle aree continentali centrali a latitudini inferiori. Parti dell'Ontario sudoccidentale (generalmente a sud di una linea da Sarnia-Toronto) hanno un clima continentale umido moderato (classificazione climatica di Köppen Dfa), simile agli stati interni dell'Atlantico centrale e alla parte dei Grandi Laghi degli Stati Uniti centro-occidentali. La regione ha estati da calde a calde, umide e inverni freddi. Le precipitazioni annuali variano da 750–1.000 mm ed è ben distribuita durante tutto l'anno. La maggior parte di questa regione si trova a ridosso dei Grandi Laghi, causando abbondanti nevicate in alcune aree. Nel dicembre 2010, la cintura di neve ha stabilito un nuovo record quando è stata colpita da più di un metro di neve in 48 ore.
La prossima regione climatica è l'Ontario centrale e orientale, che ha un clima continentale umido moderato (Köppen Dfb). Questa regione ha estati calde e talvolta calde con inverni più freddi e più lunghi, abbondanti nevicate (anche nelle regioni non direttamente nelle zone nevose) e precipitazioni annuali simili al resto dell'Ontario meridionale.
La più piccola regione climatica si trova nella parte più nord-orientale della penisola del Niagara, che ha un clima temperato umido (Köppen Cfa), a causa degli effetti moderatori del lago Ontario, del fiume Niagara e della lotta contro le masse d'aria dal Golfo del Messico durante l'inverno mesi. È una delle regioni più temperate dell'intera provincia.
Nelle parti nord-orientali dell'Ontario, che si estendono a sud fino al lago Kirkland, le fredde acque della Baia di Hudson deprimono le temperature estive, rendendola più fresca di altre località a latitudini simili. Lo stesso vale sulla sponda settentrionale del Lago Superiore, che rinfresca l'aria calda e umida proveniente da sud, portando a temperature estive più fresche. Lungo le sponde orientali del Lago Superiore e del Lago Huron le temperature invernali sono leggermente moderate ma sono accompagnate da frequenti forti raffiche di neve effetto lago che aumentano il totale delle nevicate stagionali fino a 3 m in alcuni punti. Queste regioni hanno precipitazioni annuali più elevate, in alcuni luoghi superiori a 100 cm.
Vento freddo da nord-ovest sui Grandi Laghi creando neve effetto lago. La neve ad effetto lago si verifica più frequentemente nelle regioni della fascia nevosa della provincia.
Le parti più settentrionali dell'Ontario - principalmente a nord di 50 ° N - hanno un clima subartico (Köppen Dfc) con inverni lunghi e molto freddi ed estati da brevi a calde con sbalzi di temperatura drammatici possibili in tutte le stagioni. Senza grandi catene montuose che bloccano l'affondamento delle masse d'aria artiche, le temperature di −40 °C non sono rare; la neve rimane a terra per oltre la metà dell'anno. L'accumulo di neve può essere elevato in alcune aree. Le precipitazioni sono generalmente inferiori a 70 cm e raggiungono il picco nei mesi estivi sotto forma di pioggia o temporali.
I forti temporali raggiungono il picco in estate. Windsor, nell'Ontario meridionale (sudoccidentale), ha il maggior numero di fulmini all'anno in Canada, con una media di 33 giorni di attività temporalesca all'anno. In un anno tipico, l'Ontario ha una media di 11 touchdown confermati da tornado. Tuttavia, negli ultimi 4 anni, ha avuto più di 20 touchdown di tornado all'anno, con la frequenza più alta nell'area Windsor-Essex-Chatham Kent, anche se pochi sono molto distruttivi (la maggioranza tra F0 e F2 su scala Fujita). L'Ontario ha registrato un record di 29 tornado sia nel 2006 che nel 2009. I resti della depressione tropicale occasionalmente portano forti piogge e venti nel sud, ma raramente sono mortali. Una notevole eccezione fu l'uragano Hazel che colpì l'Ontario meridionale incentrato su Toronto, nell'ottobre 1954.
| City                                                    | July (°C) | July (°F) | January (°C) | January (°F) |
| ------------------------------------------------------- | --------- | --------- | ------------ | ------------ |
| Windsor (Windsor International Airport)                 | 28/18     | 82/64     | 0/-7         | 31/19        |
| Niagara Falls (NPCSH)                                   | 27/17     | 81/63     | 0/-8         | 30/18        |
| Toronto (The Annex)                                     | 27/18     | 80/64     | −1/−7        | 30/20        |
| Midland (Water Pollution Control Plant)                 | 26/16     | 78/61     | −4/-13       | 25/8         |
| Ottawa (Ottawa Macdonald–Cartier International Airport) | 27/16     | 80/60     | −6/−14       | 22/6         |
| Sudbury (Sudbury Airport)                               | 25/13     | 77/56     | −8/−19       | 18/0         |
| Emo (Emo Radbourne)                                     | 25/11     | 77/52     | –9/–22       | 15/–9        |
| Thunder Bay (Thunder Bay International Airport)         | 24/11     | 76/52     | −9/−21       | 18/−5        |
| Kenora (Kenora Airport)                                 | 24/15     | 76/59     | −11/−21      | 12/−5        |
| Moosonee (UA)                                           | 23/9      | 73/48     | −14/-26      | 8/-15        |

## Storia

### Evoluzione territoriale

Evoluzione dei confini dell'Ontario. [//upload.wikimedia.org/wikipedia/commons/9/9d/Canada_provinces_evolution_2.gif Cronistoria evolutiva] per l'evoluzione e ritardi

Prima dell'arrivo degli europei la regione dell'attuale Ontario era abitata da diverse tribù di nativi americani, principalmente appartenenti a tre famiglie. I chippewa che vivevano nei territori a Nord e Nord-Est del Lago Superiore, principalmente cacciatori; gli huroni, in prevalenza agricoltori nella regione del Lago Ontario e del Lago Huron; e gli irochesi composti da sei tribù nomadi e aggressive alleate tra loro che ripetutamente attaccavano huroni e chippewa.

### Primi coloni europei

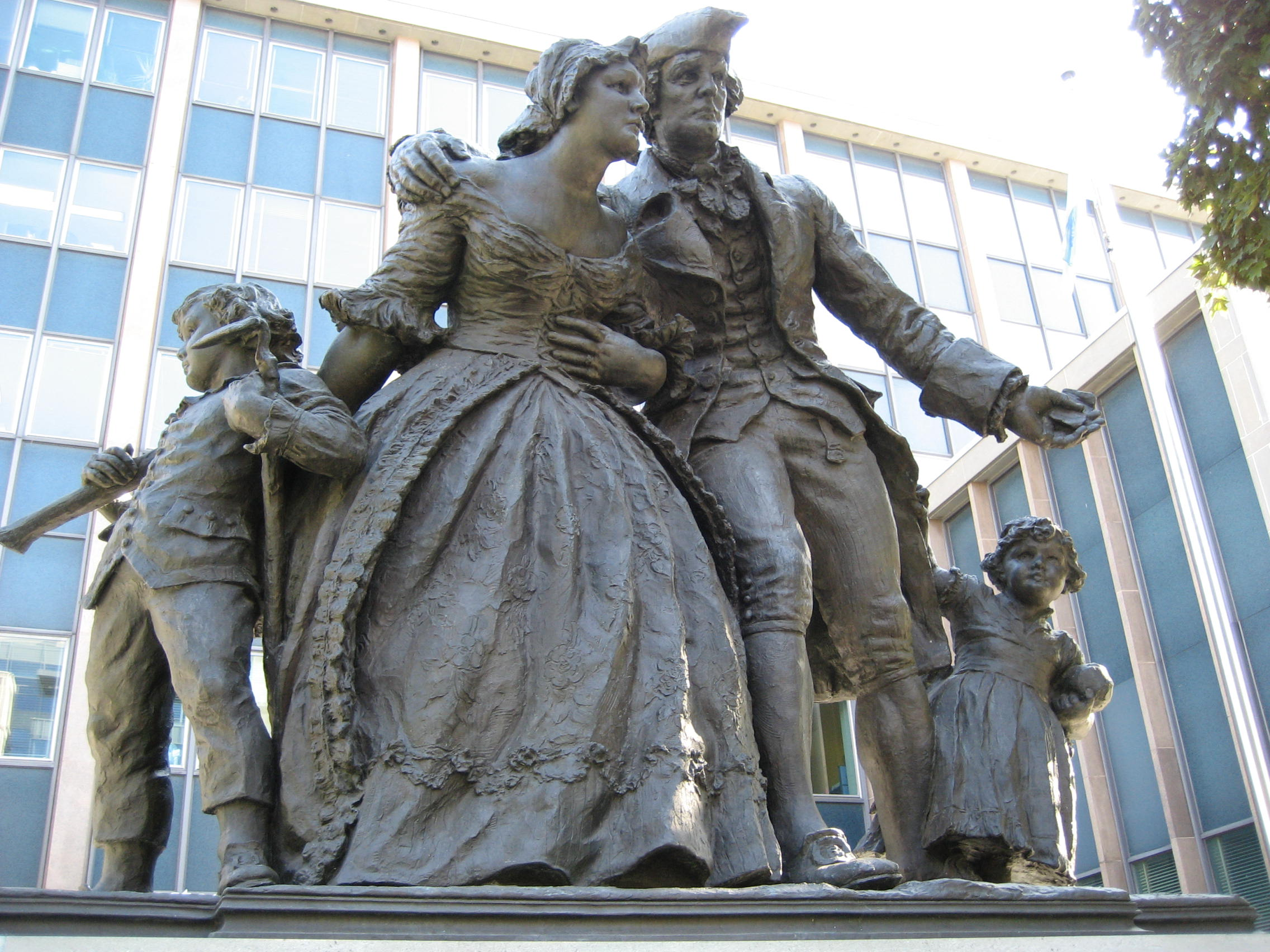
Statua dei Lealisti a Hamilton

Il primo europeo ad esplorare la regione fu il francese Étienne Brûlé nel 1613 per ordine del fondatore del Québec, Samuel de Champlain. Brûlé raggiunse il fiume Ottawa, nell'area dove oggi sorge l'omonima città capitale del Canada, e successivamente le sponde del Lago Huron. Si scoprì un territorio ricco di animali dalla pelliccia molto apprezzata in Europa, quali i castori, e i francesi negli anni venti del Seicento iniziarono il commercio di pellami con i nativi huroni. Tutta la regione meridionale dell'Ontario entrò a far parte dei possedimenti coloniali francesi e più precisamente della Nuova Francia.
I missionari francesi iniziarono ad insediarsi assieme a nuove famiglie fondando i primi villaggi, tra i quali Fort Sainte Marie, dove oggi si trova la città di Sault Sainte Marie. L'obiettivo dei missionari era quello di convertire i nativi (soprattutto gli huroni) al Cristianesimo e di assimilarli alla cultura europea, ma questo progetto, come i villaggi fondati, dovettero essere abbandonati in conseguenza ai ripetuti attacchi degli irochesi.
L'espansionismo francese e della Nuova Francia (comprendente già intorno al 1620 i territori dell'attuale Québec, Nuova Scozia e Nuovo Brunswick) verso l'ovest e verso il sud allarmò conseguentemente il Regno Unito e i suoi interessi. I britannici fondarono così nel 1670 la Compagnia della Baia di Hudson e successivamente si allearono con gli irochesi per attaccare i villaggi e interrompere i commerci della Nuova Francia. Nel 1754 scoppiò la guerra tra gli inglesi e i francesi, che si concluse con la sconfitta di questi ultimi. Con il Trattato di Parigi del 1763 la Francia cedeva tutti i territori a nord della regione dei Grandi Laghi, la colonia di Acadia (l'attuale Nuova Scozia e Nuovo Brunswick), e la colonia del Canada (la regione meridionale dell'attuale Ontario e il Québec).
Se fino al 1784 la crescita demografica era stata tutto sommato debole, a partire da questa data, e con la fine della Rivoluzione Americana nel decennio precedente, circa 5000 coloni americani, fedeli alla corona inglese, emigrarono nella nuova colonia del Canada. Questa invasione ebbe come conseguenza non certo secondaria che il numero di canadesi anglofoni superò di gran lunga quello dei canadesi francofoni.

### Canada Superiore

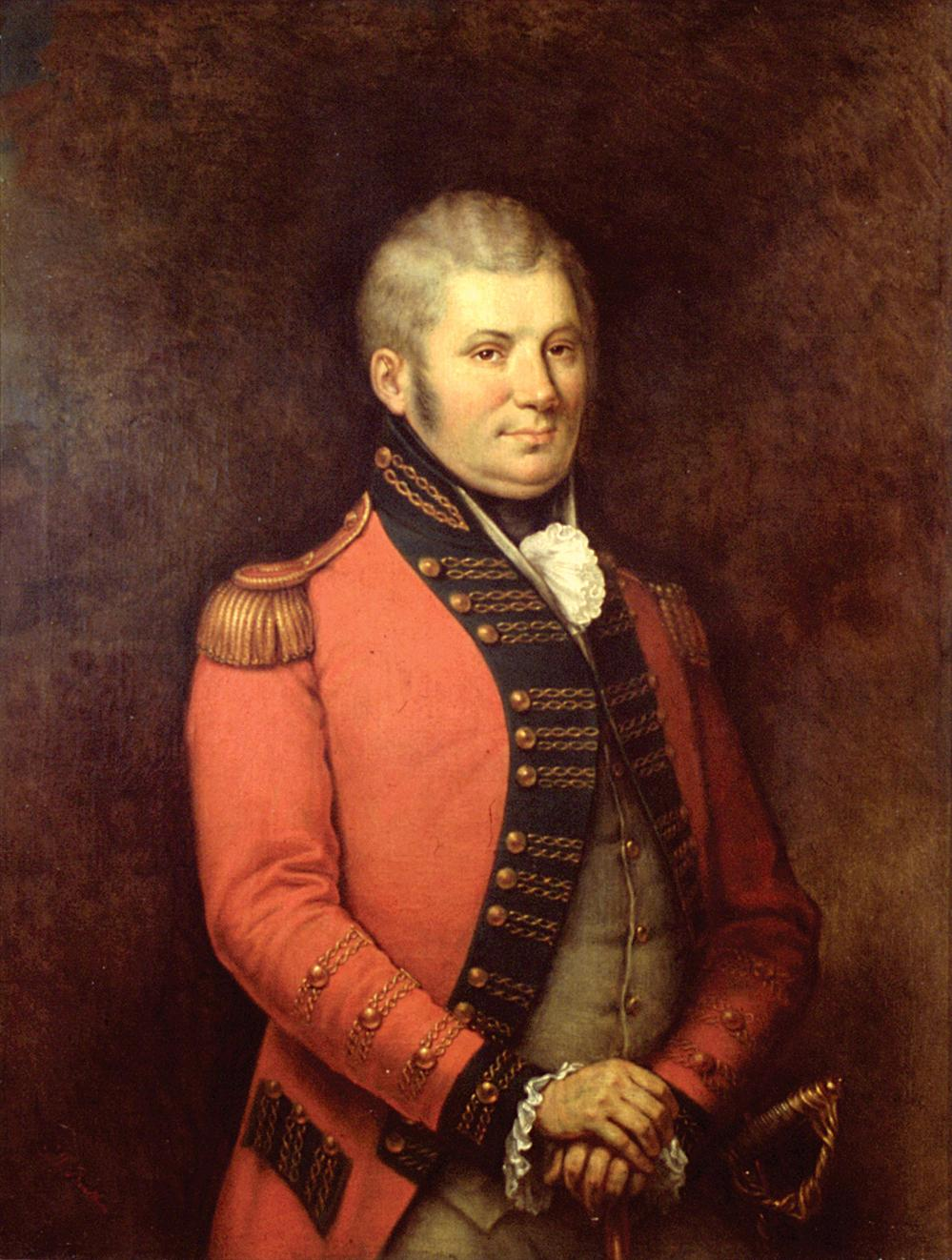
Il Tenente Governatore John Graves Simcoe

Nel 1791 la Gran Bretagna divise la colonia in due parti, seguendo il corso del fiume Ottawa. Il Basso Canada (l'attuale Québec) e il Alto Canada (l'attuale Ontario). Niagara-on-the-Lake fu eletta capitale della neonata colonia e John Graves Simcoe eletto dalla corona primo Tenente Governatore del Canada Superiore. Sotto il governo di Simcoe vennero costruite nuove strade e si favorì il popolamento della colonia. Simcoe trasferì completamente nel 1797 la sede della capitale da Niagara-on-the-Lake a York.

### 1800 - 1867

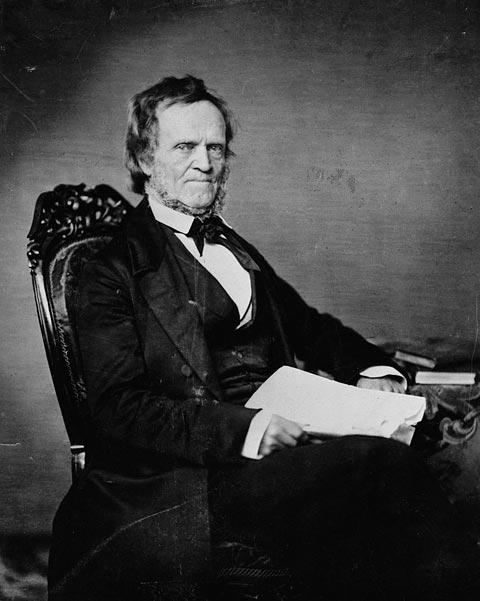
William Lyon Mackenzie

La popolazione iniziò così a crescere sulla spinta di nuovi coloni di origine europea (prevalentemente inglesi e scozzesi) e americana arrivati nell'Alto Canada con l'obiettivo e nel miraggio di fare fortuna. Ma fra loro vi erano anche ricchi americani pronti ad accaparrarsi ampi appezzamenti di terra. Un caso eclatante fu quello di un'intera cittadina della Pennsylvania che per intero emigrò nel Canada Superiore occupando quella che è oggi la città di Waterloo.
Nel 1812 iniziò quella che venne chiamata la Guerra del 1812. Gli Stati Uniti invasero la colonia del Canada Superiore, occupando e bruciando la sua capitale, York. Nel 1814 le truppe inglesi con la milizia canadese contrattaccarono riuscendo a scacciare gli americani. In conseguenza all'invasione si acuirono i sentimenti anti-americani da parte delle popolazioni canadesi che divennero anche sentimenti antidemocratici (in relazione del fatto che all'epoca gli Stati Uniti erano anche l'unica potenza mondiale a dotarsi di una forma di governo di tipo democratico).
Il risentimento iniziò a divenire palpabile anche verso la corona britannica, accusata di detenere troppo potere nella regione (essa continuava ad eleggere il Tenente Governatore della colonia) e sfociò nel 1837 nella Ribellione dell'Alto Canada, guidata da William Lyon Mackenzie. Si chiedeva maggiori poteri per il governo coloniale. Ma la rivolta fu presto sedata e Mackenzie riparò negli Stati Uniti.

#### Provincia del Canada
Nel 1841 il Regno Unito decise di riunire le due colonie del Alto e Basso Canada, fondando la colonia del Canada. Obiettivo era quello di cercare una più efficace assimilazione del Canada francofono al Canada anglofono. Venne donata alla nuova colonia il diritto di formare un governo fondato su un parlamento, all'Assemblea Legislativa le due ex colonie avrebbero contribuito con ugual numero di seggi.
Nel corso del 1864, in tre incontri successivi, i politici della colonia del Canada si riunirono con i loro pari delle colonie britanniche dell'Isola del Principe Edoardo, Nuovo Brunswick, Nuova Scozia e Terranova e Labrador. Venne proposta alle altre colonie la formazione di una confederazione. Delle altre colonie solo Nuovo Brunswick e Nuova Scozia accettarono. L'ex colonia del Canada fu divisa in due: Ontario e Québec, che assieme a Nuovo Brunswick e Nuova Scozia il 1º luglio del 1867 fondarono la Confederazione canadese.

### 1867 - 1939

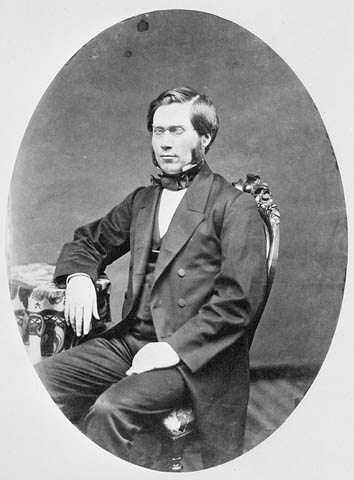
Oliver Mowat

Figura politica chiave degli ultimi decenni del XIX secolo fu Oliver Mowat, secondo governatore dell'Ontario, che lottò nel Parlamento del Canada per ottenere maggiori diritti e poteri per le province. Assunse il governo dell'Ontario nel 1872 e lo conservò fino al 1896.
Nei primi vent'anni dalla creazione della provincia dell'Ontario la popolazione riuscì a crescere solo debolmente, complice la delocalizzazione di alcune industrie e la maggiore appetibilità dei salari e delle condizioni di vita che si potevano ottenere negli Stati Uniti. L'impiego di tecniche più moderne consentiranno però all'agricoltura di diventare nel giro di pochi decenni un asse portante dell'economia, tanto da diventare la maggior fonte di reddito dell'Ontario nei primi anni del Novecento. Nel 1883 venne scoperta la più grande miniera di alluminio e zinco del mondo (dell'epoca), ma essa rimase pressoché inutilizzata per ben 9 anni, fino a che non si mise a punto un processo efficiente per poter separare i due minerali.
Fu uno dei passi decisivi che consentirono all'economia di diversificarsi rapidamente. Successivamente vennero scoperte altre miniere, specialmente di oro e argento, e contemporaneamente iniziarono ad impiantarsi nuovi opifici e centrali idroelettriche che spinsero la crescita demografica.
Dopo lo scoppio della prima guerra mondiale l'economia dell'Ontario crebbe rapidamente con la costruzione di nuove fabbriche. Fabbriche produttrici di armi e materiale militare che sarebbero state convertite a partire dal 1918 alla produzione di automobili, radio e telefoni. Il fervore economico attirò nuovi immigrati, soprattutto dalla Finlandia, Norvegia e Québec.

La Grande depressione pose fine a questa corsa dell'economia e pesò fortemente per gli anni successivi creando fallimenti fra le imprese e file di disoccupati che raggiunsero punte del 30%. Però contemporaneamente non si arrestò il flusso di gente che continuò a raggiungere la provincia, nella speranza di trovar lavoro nelle grandi città. A questo si aggiunse a partire dal 1933 l'arrivo di emigranti ebrei, in fuga dalla Germania nazista.
Per la seconda volta, l'economia di guerra rimise in moto le attività in tutto l'Ontario.

### 1939 – oggi
Durante la seconda guerra mondiale e nel periodo immediatamente successivo si innescò una fase di prosperità e crescita economica eccezionale. L'Ontario, e l'area della Grande Toronto in particolare, furono i destinatari di un grande flusso migratorio fra gli anni cinquanta e sessanta, in gran parte proveniente dall'Europa. In seguito alla modifica della legge federale in materia di immigrazione ci fu un massiccio afflusso anche di immigrati non-europei a partire dagli anni settanta. Da una provincia etnicamente britannica, l'Ontario si trasformò rapidamente in una provincia multietnica.
I movimenti nazionalisti del Québec spinsero molte imprese a guida di lingua inglese a decidere di spostarsi verso l'Ontario, e la conseguenza fu la crescita dell'importanza economica di Toronto e discapito di Montréal, tanto che la superò sia in termini economici che demografici. Le stagnanti condizioni economiche che caratterizzarono le Province marittime in alcune fasi del XX secolo portò nuove migrazioni verso questa provincia.

## Società

### Evoluzione demografica
| Anno | Abitanti  |
| ---- | --------- |
| 1871 | 1.620.851 |
| 1881 | 1.926.922 |
| 1891 | 2.114.321 |
| 1901 | 2.182.947 |
| 1911 | 2.527.292 |
| 1921 | 2.933.662 |
| 1931 | 3.431.683 |
| 1941 | 3.787.655 |
| 1951 | 4.597.542 |

| Anno | Abitanti   |
| ---- | ---------- |
| 1961 | 6.236.092  |
| 1966 | 6.960.870  |
| 1971 | 7.703.106  |
| 1976 | 8.264.465  |
| 1981 | 8.625.107  |
| 1986 | 9.113.515  |
| 1991 | 10.084.885 |
| 1996 | 10.753.573 |
| 2001 | 11.410.046 |

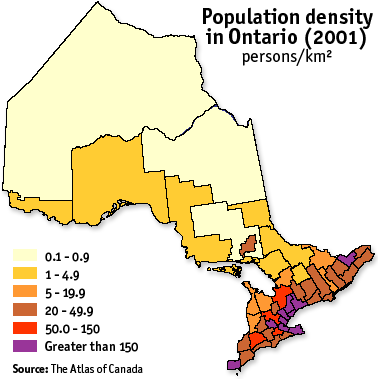
Densità della popolazione dell'Ontario.

Da un punto di vista demografico l'Ontario è la provincia canadese più popolata, con un tasso di popolazione urbana che sfiora l'80%. Al censimento del 2001 gli abitanti erano 11.410.046, confermando una tendenza di crescita (più 6% sul 1996) che è continuato ininterrotto da quando è stata fondata la confederazione del Canada nel 1867.

Nonostante la vastità territoriale dell'Ontario (che supera il milione di chilometri quadrati, tre volte e mezzo l'Italia), il 92% della popolazione vive in una ristretta fascia fortemente urbanizzata che va da Windsor a Ottawa e che ricopre una superficie che è solo il 12% della provincia. La maggiore concentrazione è intorno alla città di Toronto che da sola conta 5,6 milioni di abitanti; la seconda regione metropolitana è quella di Ottawa con 1,1 milioni di abitanti.

### Religione
I principali gruppi religiosi in Ontario nel 2011 sono stati:
| Religione           | Persone    | %    |
| Totale              | 12.651.795 | 100  |
| ------------------- | ---------- | ---- |
| Cattolici           | 3.976.610  | 31.4 |
| non religiosi       | 2.927.790  | 23.1 |
| Protestanti         | 2.668.665  | 21.1 |
| altri cristiani     | 1.224.300  | 9.7  |
| Musulmani           | 1.224.300  | 4.6  |
| Hindu               | 366.720    | 2.9  |
| Cristiani Ortodossi | 297.710    | 2.4  |
| Ebrei               | 195.540    | 1.5  |
| Sikh                | 179.765    | 1.4  |
| Buddisti            | 163.750    | 1.3  |
| altre religioni     | 68.985     | 0.5  |

### Lingua
La lingua principale dell'Ontario è l'inglese, di fatto la lingua ufficiale della provincia, con circa il 97,2% degli abitanti dell'Ontario che conosce la lingua, sebbene solo il 69,5% degli abitanti dell'Ontario abbia indicato l'inglese come lingua madre nel censimento del 2016. L'inglese è una delle due lingue ufficiali del Canada, mentre l'altra è il francese. Inglese e francese sono le lingue ufficiali dei tribunali dell'Ontario. Circa il 4,6% della popolazione è stato identificato come francofono, con l'11,5% degli abitanti dell'Ontario che conoscevano il francese. Circa l'11,2% degli abitanti dell'Ontario ha riferito di essere bilingue in entrambe le lingue ufficiali del Canada. Circa il 2,5% degli abitanti dell'Ontario non conosce né l'inglese né il francese.
I franco-ontari sono concentrati nelle parti nord-orientali, orientali ed estreme meridionali della provincia, dove, ai sensi della legge sui servizi di lingua francese, i servizi del governo provinciale devono essere disponibili in francese se almeno il 10% dell'area designata la popolazione riferisce il francese come lingua madre o se un centro urbano ha almeno 5.000 francofoni.
Altre lingue parlate dai residenti includono arabo, bengalese, cantonese, olandese, tedesco, greco, gujarati, hindi, ebraico, italiano, coreano, malayalam, mandarino, marathi, persiano, polacco, portoghese, punjabi, russo, singalese, somalo, spagnolo, Tagalog, telugu, tamil, tibetano, ucraino, urdu e vietnamita.

## Governo, amministrazione e politica

### Aree metropolitane
Popolazione delle principali aree metropolitane dell'Ontario.
| Area Metropolitana              | 1996      | 2001      | 2006      | 2011      |
| ------------------------------- | --------- | --------- | --------- | --------- |
| Toronto (capoluogo provinciale) | 2.385.421 | 2.481.494 | 2.503.281 | 2.615.060 |
| Ottawa (capitale nazionale)     | 721.136   | 774.072   | 812.129   | 883.391   |
| Mississauga                     | 544.382   | 612.925   | 668.549   | 713.443   |
| Brampton                        | 268.251   | 325.428   | 433.806   | 523.911   |
| Hamilton                        | 467.799   | 490.268   | 504.559   | 519.949   |
| London                          | 325.669   | 336.539   | 352.395   | 366.151   |
| Markham                         | 173.383   | 208.615   | 261.573   | 301.709   |
| Vaughan                         | 132.549   | 182.022   | 238.866   | 288.301   |
| Kitchener                       | 178.420   | 190.399   | 204.668   | 219.153   |
| Windsor                         | 197.694   | 209.218   | 216.473   | 210.891   |

### Città

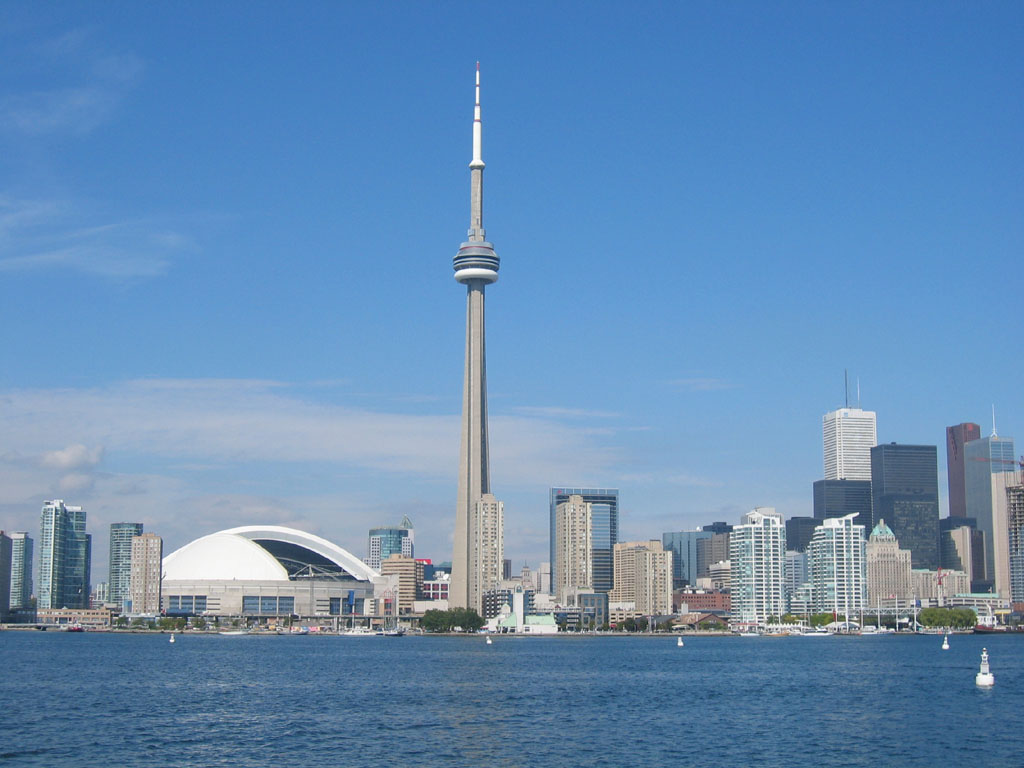
Toronto

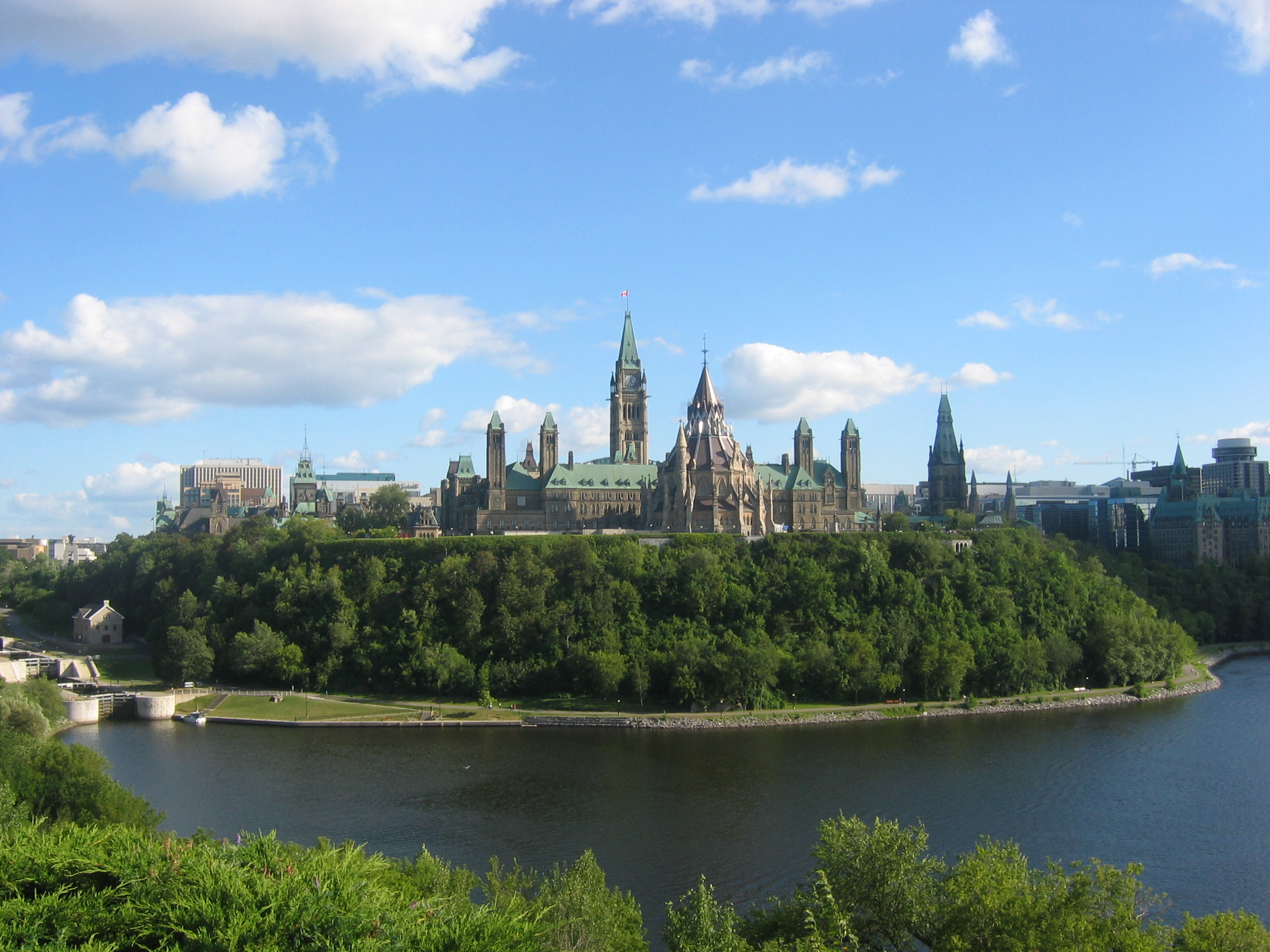
Ottawa - La collina del Parlamento Canadese

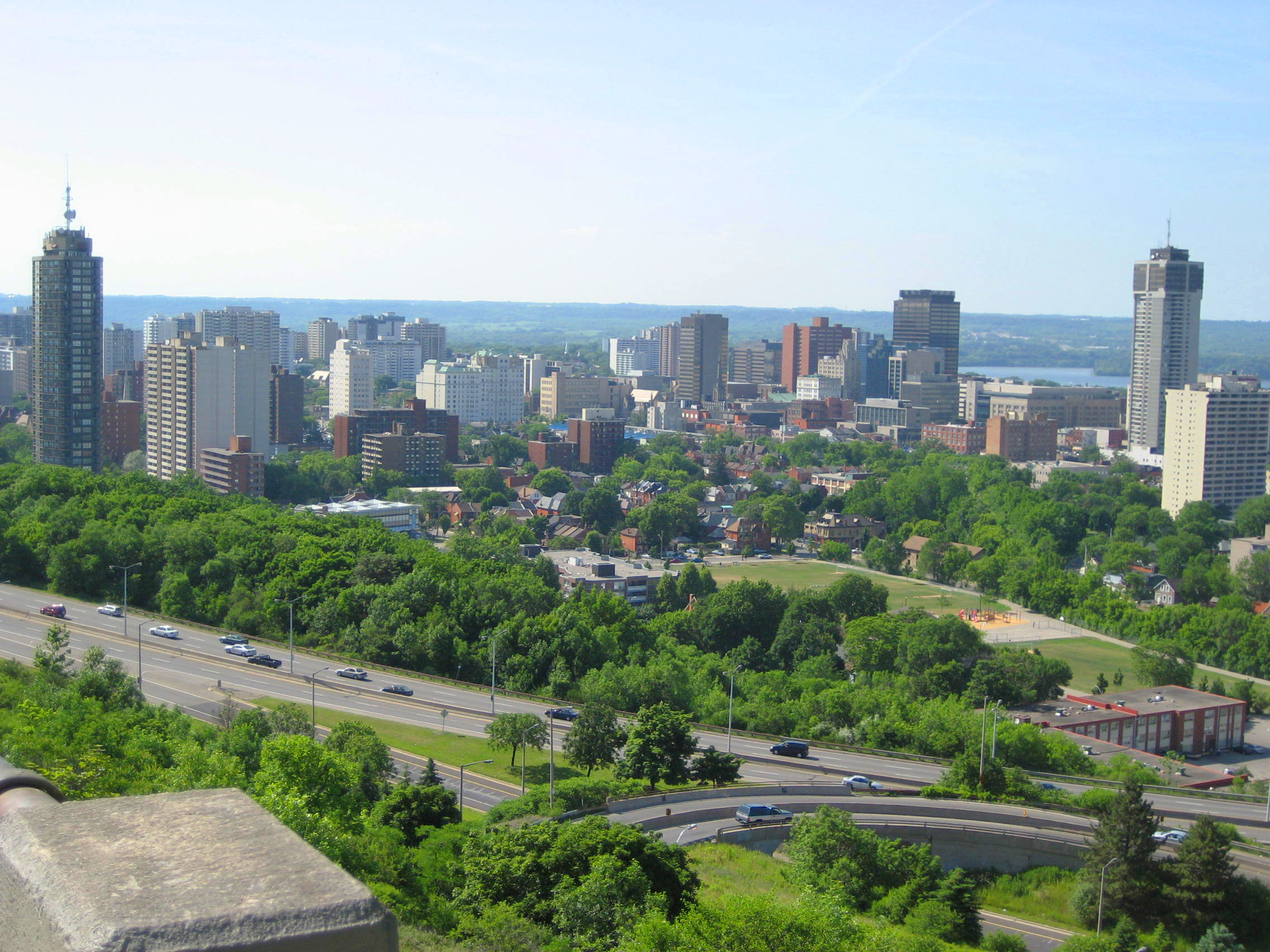
Hamilton

- Toronto
  - Mississauga
  - Brampton
  - Oakville
  - Oshawa
  - Markham
  - Richmond Hill
  - Vaughan
  - Whitby
  - Pickering
  - Stratford
- Ottawa
- Hamilton
  - Burlington
- London
- Windsor
- Kingston
- Kitchener – Waterloo – Cambridge
- St. Catharines – Niagara Falls
- Greater Sudbury
- Thunder Bay
- Sault Sainte Marie
- North Bay
- Timmins

## Economia

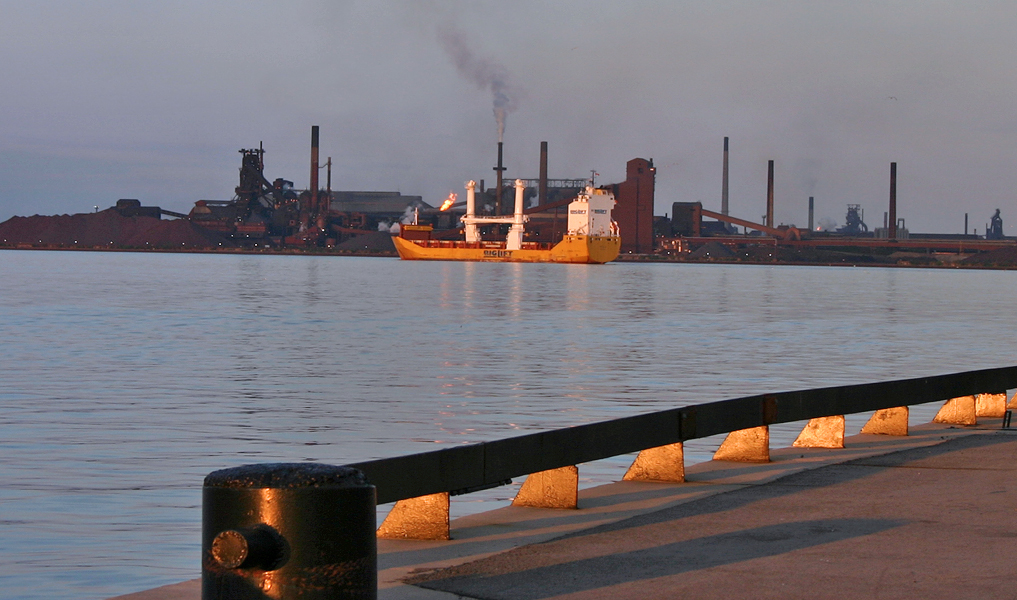
Nave nel porto di Hamilton. Il settore manifatturiero è un importante datore di lavoro in Ontario.

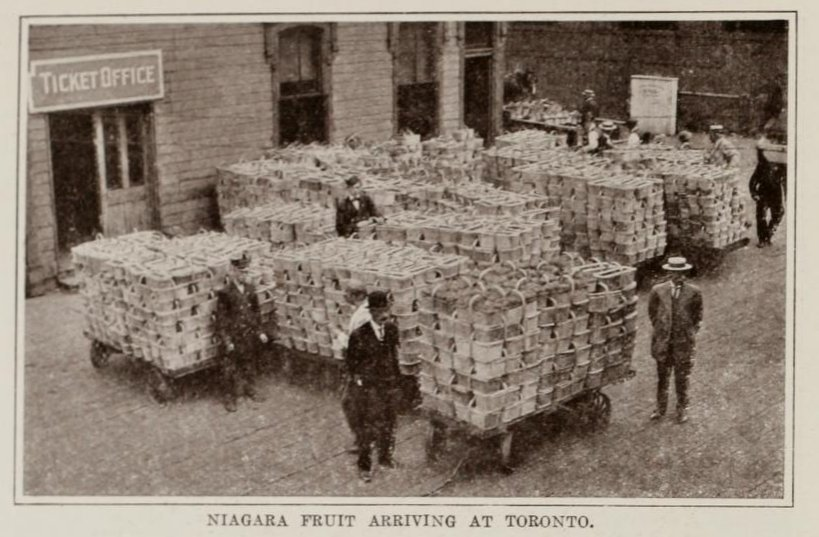
Frutta prodotta nella regione del Niagara pronta per la distribuzione, ca. 1914

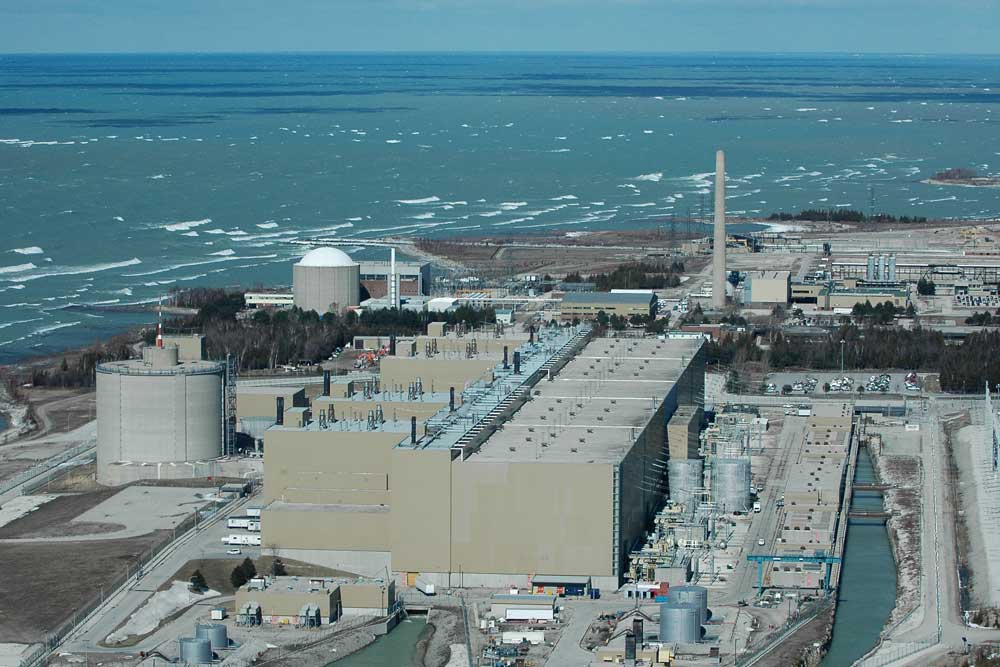
La centrale nucleare di Bruce di tipologia CANDU sul Lago Huron, tra le più grandi centrali nucleari al mondo.

L'Ontario produce oltre un terzo del reddito totale canadese, e il suo PIL pro capite è uno dei più alti del mondo. La sua economia poggia principalmente sull'industria, in particolare automobili, ferro, acciaio, nonché sull'alta tecnologia, soprattutto ad Ottawa e Waterloo. È estremamente rilevante anche l'apporto economico dei settori idroelettrico, minerario e della produzione di energia elettrica tramite energia nucleare.

## Infrastrutture e trasporti
Storicamente, la provincia ha utilizzato due grandi assi est-ovest, sia a partire da Montréal nella vicina provincia del Quebec.
La strada settentrionale, attraversa le città, da ovest, di Montréal lungo il fiume Ottawa, poi prosegue verso nord-ovest in direzione di Manitoba. Principali città o in prossimità del percorso comprendono Ottawa, North Bay, Sudbury, Sault Ste.. Marie e Thunder Bay.

### Stradali
Le autostrade canadesi costituiscono la rete veicolare primaria nel sud della provincia, e si collegano a numerosi valichi di frontiera con gli Stati Uniti, il più attivo è il Tunnel Detroit-Windsor e l'Ambassador Bridge (via autostrada 401) e il Blue Water Bridge (via Highway 402).

### Canali navigabili
Il Saint Lawrence Seaway, si estende per la maggior parte nella zona meridionale della provincia e si collega con l'Oceano Atlantico, è il principale canale navigabile della provincia per il trasporto di merci, in particolare minerale di ferro e grano.
In passato, i Grandi Laghi e il San Lorenzo erano anche un'importante via di trasporto di passeggeri, ma nel corso degli ultimo mezzo secolo è stata ridotta ai servizi di traghetti e crociere turistiche.

### Linee ferroviarie
Via Rail gestisce il servizio interregionale dei treni per passeggeri tramite il Corridoio Québec-Windsor, insieme a The Canadian, un servizio ferroviario transcontinentale dall'Ontario meridionale a Vancouver, e il Treno Sudbury-White River. Inoltre, il servizio ferroviario Amtrak collega l'Ontario con le principali città dello stato di New York tra cui Buffalo, Albany, New York.
Ontario Northland fornisce il servizio ferroviario per le destinazioni a nord fino a Moosonee nei pressi di James Bay, collegandoli con il sud.
Il servizio ferroviario suburbano (o "metropolitano")

## Cultura

### Istruzione
| Simboli dell'Ontario | Simboli dell'Ontario  |
| -------------------- | --------------------- |
| Uccello              | Strolaga maggiore     |
| Albero               | Pino bianco americano |
| Fiore                | Giglio bianco         |
| Minerale             | Ametista              |

### Sport
Le franchigie dell'Ontario che partecipano al Big Four (le quattro grandi leghe sportive professionistiche americane) sono:
| Club                | Sport      | Lega                                               | Città   | stadio                             |
| ------------------- | ---------- | -------------------------------------------------- | ------- | ---------------------------------- |
| Toronto Blue Jays   | Baseball   | MLB                                                | Toronto | Rogers Centre                      |
| Toronto Raptors     | Basketball | NBA                                                | Toronto | Air Canada Centre                  |
| Ottawa Senators     | Hockey     | NHL                                                | Ottawa  | Canadian Tire Centre               |
| Toronto Maple Leafs | Hockey     | NHL                                                | Toronto | Air Canada Centre                  |
| Toronto Wolfpack    | Rugby      | L1                                                 | Toronto | Lamport Stadium                    |
| Ottawa Fury         | Soccer     | NASL                                               | Ottawa  | TD Place Stadium                   |
| Toronto FC          | Soccer     | MLS (lega non facente parte del circuito Big Four) | Toronto | BMO Field                          |
| Ottawa Champions    | Baseball   | Can-Am                                             | Ottawa  | Raymond Chabot Grant Thornton Park |
| Toronto Marlies     | Hockey     | AHL                                                | Toronto | Ricoh Coliseum                     |
| Toronto Rock        | Lacrosse   | NLL (lega non facente parte del circuito Big Four) | Toronto | Air Canada Centre                  |
| Toronto Furies      | Hockey     | CWHL                                               | Toronto | MasterCard Centre                  |

#### Football canadese
Per quanto riguarda la CFL, la lega professionistica del Football canadese, le squadre dell'Ontario che ne fanno parte sono:
| Club                | Sport    | League | City     | Stadium           |
| ------------------- | -------- | ------ | -------- | ----------------- |
| Hamilton Tiger-Cats | Football | CFL    | Hamilton | Tim Hortons Field |
| Ottawa Redblacks    | Football | CFL    | Ottawa   | TD Place Stadium  |
| Toronto Argonauts   | Football | CFL    | Toronto  | BMO Field         |

### Cucina
La scena gastronomica dell'Ontario in Canada è straordinaria e variegata, riflettendo le influenze culturali provenienti da tutto il mondo. Troverete una mescolanza di cucine tradizionali e innovative, offerte da una moltitudine di ristoranti e mercati.
Qui di seguito è presentata una tabella che evidenzia alcuni elementi significativi della scena gastronomica dell'Ontario:
| Cucina         | Descrizione |
| -------------- | --- |
| Locale         | Prodotti agricoli locali, pesce fresco dei Grandi Laghi e selvaggina. Si celebrano molte feste stagionali di cibo.                         |
| Multiculturale | Cucine provenienti da tutto il mondo, tra cui italiana, cinese, greca, indiana, mediorientale e molto altro.                               |
| Cibo di strada | Una vasta gamma di camioncini del cibo offre una varietà di sapori e cibi veloci.                                                          |
| Alta cucina    | Numerosi ristoranti stellati Michelin offrono esperienze gastronomiche di alto livello.                                                    |
| Vini locali    | L'Ontario è famoso per i suoi vini, in particolare per il vino di ghiaccio, prodotto nelle regioni del Niagara e del Prince Edward County. |

Ontario rappresenta una meta imperdibile per gli appassionati di cibo e vino, grazie alla sua combinazione unica di cucina locale, cibo di strada, ristoranti di alta cucina e un'eccezionale scena vinicola.